# Klaviersuites (Händel)
De klaviersuites of 8 grote suites (HWV 426 t/m 433) zijn acht suites voor klavecimbel van Georg Friedrich Händel.

## Uitgaven
De suites werden voor het eerst door Händel zelf uitgegeven op 14 november 1720 in Engeland onder de titel Suite de Pièces pour le clavecin composées par G. F. Haendel, bij uitgeverij J. Cluer. Händel had tot deze uitgave besloten nadat hij had ontdekt dat er kopieën van de partituur in handen waren gekomen van de Amsterdamse muziekuitgever Jeanne Roger, waarschijnlijk met medewerking van de Engelse uitgever John Walsh. Om deze ongewenste uitgave tegen te werken, besloot Händel om de werken zo snel mogelijk zelf uit te geven, en hij bracht de suites uiteindelijk een jaar eerder op de markt dan de Amsterdammers. In die tijd was er nauwelijks sprake van auteursrechten, maar aan Händel was net een 14-jarig alleenrecht gegeven op de uitgifte van zijn eigen muziekstukken, hetgeen misschien verband houdt met de eigen uitgave van deze suites.

## Inhoud
De suites zelf zijn heel divers en houden zich (bijna) nooit aan de conventionele vormen uit die tijd, zoals allemande, courante, sarabande en gigue. Het bekendst is het laatste deel van de vijfde suite dat de bijnaam The Harmonious Blacksmith kreeg, omdat het geluid van een smid, hamerend op een aambeeld, te horen is. Ook de passacaglia aan het einde van de zevende suite is bekend onder (alt)violisten, doordat de Noorse componist Johan Halvorsen (1864-1935) er een bewerking voor viool en altviool van maakte. Händel zelf verwerkte dit deel in een concerto voor orgel (HWV 306).
De suites zijn geschreven vóór 1720. De meeste delen bestonden dus al langere tijd en zijn in deze uitgave samengevoegd. Händel heeft nog wel zeven stukken speciaal geschreven om de uitgave te vervolledigen.

## Suites
- HWV 426 nr. 1 in E-groot
- HWV 427 nr. 2 in F-groot
- HWV 428 nr. 3 in D-klein
- HWV 429 nr. 4 in E-klein
- HWV 430 nr. 5 in E-groot
- HWV 431 nr. 6 in Fis-klein
- HWV 432 nr. 7 in G-klein
- HWV 433 nr. 8 in F-klein

## Overige suites
Händel heeft meerdere klaviersuites geschreven. Ook deze zijn vóór 1720 gecomponeerd. In 1733 werden deze suites uitgegeven door John Walsh, die zich in de voorgaande jaren al diverse keren had bezondigd aan illegale uitgaven van deze pianowerken. Mogelijk heeft Händel zich desondanks met de uitgave van 1733 bemoeid. 